# Manuel Cruz Rodríguez
Manuel Cruz Rodríguez (Barcelona, 1 de gener de 1951), filòsof i polític català, va ser el president del Senat d'Espanya entre maig i desembre de 2019. Fou diputat a les Corts Generals durant la XII Legislatura espanyola (2016-19) i és senador de la XIII legislatura, des de 2019. És catedràtic de Filosofia Contemporània a la Universitat de Barcelona i va presidir l'associació Federalistes d'Esquerres (2013-16).

## Biografia
El 1974 es llicencià en Filosofia per la Universitat de Barcelona, on es doctorà el 1979. Des de 1986 és catedràtic de Filosofia Contemporània de la Universitat de Barcelona on ha estat director del Departament d'Història de la Filosofia, Estètica i Filosofia de la Cultura de la Facultat de Filosofia (1986-93). Com a docent, ha estat professor de les matèries de Filosofia contemporània i Filosofia de la Història i ha impartit docència a diverses universitat europees i americanes. També ha estat investigador al Instituto de Filosofía del Consejo Superior de Investigaciones Científicas (Madrid).
Ha publicat nombrosos articles en revistes científiques especialitzades. A més ha dirigit les col·leccions Pensamiento contemporáneo i Biblioteca del Presente (Paidós) i Pensamiento Herder (Editorial Herder); codirigit Filosofía, hoy (Santillana) i Biblioteca Iberoamericana de Ensayo (Paidós México) i també ha estat editor de la sèrie Pensamiento 21 (Los libros de la Catarata).
Ha estat col·laborador habitual del diaris El País, La Vanguardia, El Periódico de Catalunya, Clarín i La Nación; de les emissores Cadena SER, Catalunya Ràdio i Radio Nacional de España i del digital El Confidencial. També va dirigir la revista Barcelona Metròpolis.
Va ser un dels signants del manifest Llamamiento a la Cataluña Federalista y de Izquierdas que va donar lloc a la creació dels Federalistes d'Esquerres, associació que va presidir entre els anys 2013 i 2016 i que defensa l'encaix federal de Catalunya dins Espanya i una sortida dialogada com a alternativa al sobiranisme. Des de 2016 és vocal d'honor de l'entitat.
A les Eleccions Generals espanyoles de 2016, va ser escollit diputat per Barcelona al Congrés dels Diputats, com a segon integrant de la candidatura del Partit dels Socialistes de Catalunya. Durant la XII Legislatura va ser el portaveu del seu grup parlamentari a les comissions d'Educació i Esports (2016-18) i de Ciència, Innovació i Universitat (2018-19) del Congrés. A les eleccions d'abril de 2019 va ser elegit senador per Barcelona de la XIII Legislatura.
El 21 de maig de 2019 va ser escollit president del Senat.
El setembre de 2019 el diari espanyol ABC va publicar diferents articles acusant-lo d'haver plagiat en alguns llibres seus, fet que aquest va negar.

## Obres
A continuació es relacionen les obres de les quals és autor:
- La crisis del stalinismo: el 'caso Althusser', Barcelona, Península, 1977.
- El Historicismo, Barcelona, Montesinos, 1981.
- Narratividad: la nueva síntesis, Barcelona, Península, 1986
- Del pensar y sus objetos, Madrid, Tecnos, 1988.
- Por un naturalismo dialéctico, Barcelona, Anthropos, 1989.
- Filosofía de la Historia, Barcelona, Paidós, 1991.
- ¿A quién pertenece lo ocurrido?, Madrid, Taurus, 1995.
- Historia de la Filosofía', Madrid, Santillana, 1997,
- Hacerse cargo. Sobre responsabilidad e identidad personal, Barcelona, Paidós, 1999
- Cuando la realidad rompe a hablar, Barcelona, Gedisa, 2001.
- Filosofía contemporánea, Madrid, Taurus, 2002. (nova edició, corregida, a Taurus, 2010).
- La tarea de pensar, Barcelona, Tusquets, 2004.
- Escritos sobre memoria, responsabilidad y pasado, Cali, Universidad del Valle, 2004.
- Las malas pasadas del pasado, Barcelona, Anagrama, 2005 (Premi Anagrama d'Assaig)
- La Enciclopedia del estudiante, vol. 18: Historia de la Filosofía, Madrid, Santillana, 2005.
- Siempre me sacan en página par, Barcelona, Paidós, 2007
- Acerca de la dificultad de vivir juntos, Barcelona, Gedisa, 2007
- Cómo hacer cosas con recuerdos, Buenos Aires, Katz editores, 2007
- Pensar por pensar [con Manuel Delgado], Madrid, Aguilar, 2008.
- Menú degustación. La ocupación del filósofo, Barcelona, Península, 2009.
- Amo, luego existo. Los filosofos y el amor, Madrid, Espasa, 2010.
- Adios, historia, adios. El abandono del pasado en el mundo actual, Oviedo, Ediciones Nobel, 2012. (Premi Internacional d'Assaig Jovellanos 2012)
- Escritos sobre la ciudad (y alrededores), Madrid, Los libros de la Catarata, 2013.
- Filosofo de guardia, Barcelona, RBA, 2013.
- Una comunidad ensimismada, Madrid, Los libros de la Catarata, 2014.
- Democracia movilizativa, Madrid, Los libros de la Catarata, 2015.
- Pensar es conversar [con Emilio Lledó], Barcelona, RBA, 2015
- Travesía de la nada, Vilassar de Dalt (Barcelona), El Viejo Topo, 2016.
- Ser sin tiempo. El ocaso de la temporalidad en el mundo contemporáneo, Barcelona, Herder, 2016.
- La tarea de la memoria. Sujeto, responsabilidad y política, Concepción (Chile), Ediciones Escaparate, 2016.
- El ojo de halcón, Barcelona, ARPA, 2017.
- La flecha (sin blanco) de la historia, Barcelona, Anagrama, 2017 (Premio Miguel de Unamuno de Ensayo).
- Pensar en voz alta, Barcelona, Herder, 2018.
- Dar(se) cuenta, Barcelona, ED Libros, 2019.